# تاريخ المبادئ التوجيهية للتغذية في وزارة الزراعة الأمريكية
تاريخ المبادئ التوجيهية للتغذية الصادرة عن وزارة الزراعة الأمريكية وعلى مدار أكثر من 100 عام من، تتضمن النصائح التغذوية الصادرة عن وزارة الزراعة الأمريكية USDA. وقد تم تحديث المبادئ التوجيهية مع الزمن، لتبني نتائج علمية جديدة وتقنيات جديدة لتسويق الصحة العامة. المبادئ التوجيهية الحالية هي المبادئ التوجيهية الغذائية للأميركيين 2020-2025. تم انتقاد المبادئ التوجيهية 2015-2020 لأنها لا تمثل بدقة المعلومات العلمية حول التغذية المثالية، ولأنها متأثرة بشكل مفرط بالصناعات الزراعية التي تروج لها وزارة الزراعة.

## أقدم الأدلة
أول المبادئ التوجيهية للتغذية الصادرة عن وزارة الزراعة الأمريكية في عام 1894 من قبل الدكتور ويلبر أولين أتواتر كنشرة للمزارعين.   في منشور أتواتر عام 1904 بعنوان "مبادئ التغذية والقيمة الغذائية للأغذية"، دعا فيه إلى التنوع والتناسب والاعتدال. قياس السعرات الحرارية واتباع نظام غذائي فعال وبأسعار معقولة يركز على الأطعمة الغنية بالمغذيات وقليل من الدهون والسكر والنشا.   سبقت هذه المعلومات اكتشاف الفيتامينات الفردية بداية من عام 1910.
عام 1916 ظهر دليل جديد، حول طعام للأطفال الصغار بقلم خبيرة التغذية كارولين هانت، صنف الأطعمة إلى حليب ولحوم؛ الحبوب؛ الخضروات والفواكه؛ الدهون والأطعمة الدهنية. والسكريات والأطعمة السكرية.
روج كتاب كيفية اختيار الطعام (1917) لهذه المجموعات الغذائية الخمس للبالغين، وظلت المبادئ التوجيهية سارية حتى العشرينيات من القرن العشرين. عام 1933 قدمت وزارة الزراعة الأمريكية خطط غذائية بأربعة مستويات تكلفة مختلفة استجابةً للكساد الكبير. 
عام 1941 تم إنشاء أول البدلات الغذائية الموصى بها، والتي تتضمن مآخذ محددة من السعرات الحرارية والبروتين والحديد والكالسيوم والفيتامينات فيتامين أ، ب 1، فيتامين ب2، فيتامين ب 3، فيتامين سي، د. 

## الأساسيات السبعة
عام 1943، أثناء الحرب العالمية الثانية، قدمت وزارة الزراعة الأمريكية دليل غذائي يروج للمجموعات الغذائية "الأساسية السبعة" للمساعدة في الحفاظ على المعايير الغذائية في ظل التقنين الغذائي في زمن الحرب.   وكانت المجموعات الغذائية السبعة الأساسية هي:
1. الخضار الخضراء والصفراء (بعضها نيئة وبعضها مطبوخة أو مجمدة أو معلبة)
2. البرتقال والطماطم والجريب فروت (أو الملفوف الخام أو سلطة الخضار )
3. البطاطا والخضار والفواكه الأخرى (النيئة أو مجففة أومطبوخة أو مجمدة أو معلبة)
4. الحليب ومنتجاته (الحليب السائل أو المبخر أو المجفف أو الجبن)
5. اللحوم أو الدواجن أو الأسماك أو البيض (أو الفاصوليا المجففة أو البازلاء أو المكسرات أو زبدة الفول السوداني )
6. الخبز والدقيق والحبوب ( الحبوب الكاملة الطبيعية أو المخصبة أو المستعادة)
7. الزبدة والسمن المدعم (مع إضافة فيتامين أ)

## الأساسية الأربعة
من عام 1956 حتى عام 1992 أوصت وزارة الزراعة الأمريكية بمجموعاتها الغذائية "الأربعة الأساسية".  وكانت هذه المجموعات الغذائية:
1. اللبن
2. اللحمة
3. الفواكه والخضراوات
4. الخبز والحبوب

وقيل إن "الأطعمة الأخرى" تكمل الوجبات وتشبع الشهية. وشملت هذه حصص إضافية من الأطعمة الأساسية الأربعة، أو الأطعمة مثل الزبدة والسمن وصلصة السلطة وزيت الطهي والصلصات والهلام والعصائر. 
كان الدليل الأربعة الأساسي موجود في كل مكان في التثقيف التغذوي في الولايات المتحدة.  ومن الأمثلة البارزة على ذلك سلسلة <i id="mwaQ">Mulligan Stew</i> التي صدرت عام 1972، حيث قدمت التثقيف الغذائي لأطفال المدارس في عمليات إعادة العرض حتى عام 1981.

## الهرم الغذائي

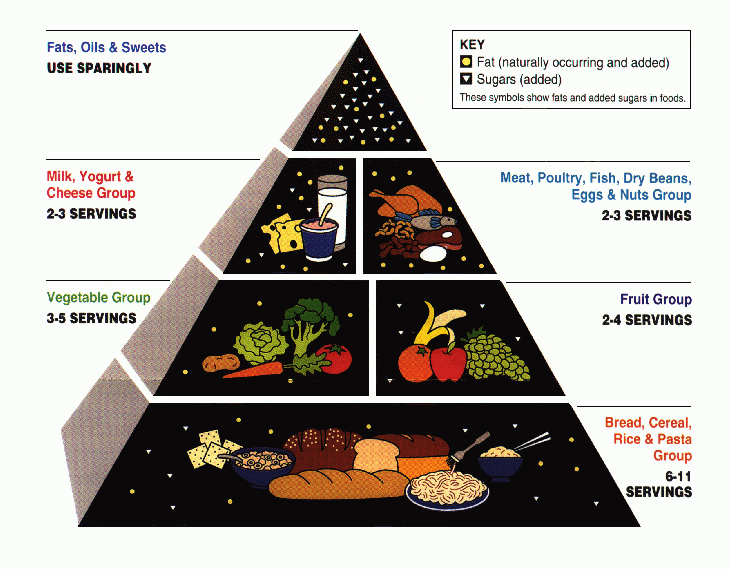
الهرم الغذائي لوزارة الزراعة الأمريكية لعام 1992

الهدف من دليل الهرم الغذائي في عام 1992 التعبير عن الحصص الموصى بها لكل مجموعة غذائية، وهو ما لم تفعله الأدلة السابقة. احتلت 6 إلى 11 حصة من الخبز والحبوب والأرز والمعكرونة القاعدة الكبيرة للهرم؛ تليها 3 إلى 5 حصص من الخضار؛ ثم الفواكه (2 إلى 4)؛ ثم الحليب واللبن والجبن (2 إلى 3)؛ تليها اللحوم والدواجن والأسماك والفاصوليا الجافة والبيض والمكسرات (2 إلى 3)؛ وأخيرًا الدهون والزيوت والحلويات في القمة الصغيرة (يجب استخدامها باعتدال). كان داخل كل مجموعة عدة صور لأطعمة تمثيلية، بالإضافة إلى رموز تمثل محتوى الدهون والسكر في الأطعمة. 
تم اقتراح هرم غذائي معدل للبالغين الذين تزيد أعمارهم عن 70 عام.  هذا "الهرم الغذائي المعدل حيث يمثل تغير في الأنظمة الغذائية مع تقدم العمر من خلال التركيز على استهلاك المياه بالإضافة إلى الأطعمة الغنية بالعناصر الغذائية والألياف.

## دليل الهرم الغذائي

MyPyramid، الهرم الغذائي المنقح لوزارة الزراعة الأمريكية

عام 2005 قامت وزارة الزراعة الأمريكية بتحديث دليلها باستخدام دليل الهرم الغذائي (MyPyramid)، والذي استبدل المستويات الهرمية لهرم دليل الغذاء بأوتاد رأسية ملونة، غالبًا ما يتم عرضها بدون صور للأطعمة، مما يخلق تصميمًا أكثر تجريدًا. وأضيفت سلالم أعلى الجانب الأيسر من الهرم بصورة متسلق لتمثل دفعة للتمرين. إن حصة الهرم المخصصة للحبوب الآن لم تتفوق إلا بفارق ضئيل على الخضار والحليب، والتي كانت بنسب متساوية. وكانت الفواكه هي التالية في الحجم، تليها إسفين أضيق للبروتين وشظية صغيرة للزيوت. يمثل الطرف الأبيض غير المميز السعرات الحرارية التقديرية لعناصر مثل الحلوى أو الكحول أو الأطعمة الإضافية من أي مجموعة أخرى. 

## طبقي الصحي

دليل التغذية MyPlate

طبقي الصحي MyPlate هو دليل التغذية الحالي الذي نشرته وزارة الزراعة الأمريكية،  ويتكون من رسم تخطيطي لطبق وزجاج مقسم إلى خمس مجموعات غذائية. لقد حل محل مخطط MyPyramid في 2 يونيو 2011، حيث انهى بذلك 19 عام من انتشار الهرم الغذائي.  يُظهر الرسم طبق مقسم إلى أربعة اقسام، حيث يمثل الجزءان الأكبران قليلاً الخضروات والحبوب، بينما يمثل الجزءان الأصغر قليلاً البروتين والفواكه، وبوجود دائرة مجاورة تمثل منتجات الألبان (على سبيل المثال، كوب من الحليب). يتم عرض الدليل على عبوات المواد الغذائية ويستخدم في التثقيف الغذائي في الولايات المتحدة.

## المبادئ التوجيهية الغذائية
أصدر مركز سياسة التغذية وتعزيزها في وزارة الزراعة الأمريكية ووزارة الصحة والخدمات الإنسانية الأمريكية وثيقة نصية أطول تسمى المبادئ التوجيهية الغذائية للأمريكيين 2015 - 2020، سيتم تحديثها في عام 2020.  نُشرت الطبعة الأولى في عام 1980، ومنذ عام 1985 يتم تحديثها كل خمس سنوات من قبل اللجنة الاستشارية للمبادئ التوجيهية الغذائية.  مثل الهرم الغذائي لوزارة الزراعة الأمريكية، تم انتقاد هذه المبادئ التوجيهية باعتبارها متأثرة بشكل مفرط بالصناعة الزراعية.  نشأت هذه الانتقادات الموجهة إلى المبادئ التوجيهية الغذائية بسبب إغفال أدلة عالية الجودة قررت خدمة الصحة العامة استبعادها. وكانت صياغة التوصيات في غاية الأهمية وأثرت على نطاق واسع في كل من قرأها. كان لا بد من تغيير الصياغة باستمرار حيث كانت هناك احتجاجات بسبب تعليقات مثل "قلل من اللحوم الدهنية"، مما أدى إلى اضطرار وزارة الزراعة الأمريكية إلى وقف نشر كتاب الغذاء التابع لوزارة الزراعة الأمريكية. كان لا بد من إجراء تعديلات طفيفة على المبادئ التوجيهية الغذائية المختلفة طوال السبعينيات والثمانينيات في محاولة لتهدئة الاحتجاجات. وكحل وسط، تم تغيير العبارة إلى "اختر اللحوم الخالية من الدهون" لكنها لم تسفر عن وضع أفضل.  وفي عام 2015، أخذت اللجنة في الاعتبار الاستدامة البيئية لأول مرة في توصياتها.  ووجد تقرير اللجنة لعام 2015 أن النظام الغذائي الصحي يجب أن يشتمل على أغذية نباتية أعلى وأطعمة ذات أساس حيواني أقل. ووجدت أيضًا أن النظام الغذائي المعتمد على الأغذية النباتية أفضل للبيئة من النظام الغذائي المعتمد على اللحوم ومنتجات الألبان. 
في عام 2013 ومرة أخرى في عام 2015، نشر إدوارد آرتشر وزملاؤه سلسلة من المقالات البحثية في PlosOne وMayo Clinic Proceedings، مما يدل على أن البيانات الغذائية المستخدمة لتطوير المبادئ التوجيهية الغذائية الأمريكية كانت غير قابلة للتصديق من الناحية الفسيولوجية (أي غير متوافقة مع البقاء على قيد الحياة) وبالتالي كانت هذه البيانات غير قابلة للتصديق. "غير مقبول" كدليل علمي ولا ينبغي استخدامه لإبلاغ السياسة العامة.

## أنظر أيضا
- قائمة أدلة التغذية
- 5 في اليوم
- الفواكه والخضروات - المزيد من المسائل
- تسمية الحقائق الغذائية